# Claudio Giuliodori
Claudio Giuliodori (ur. 7 stycznia 1958 w Osimo) – włoski duchowny katolicki, emerytowany biskup Maceraty, asystent kościelny Katolickiego Uniwersytetu Najświętszego Serca w Mediolanie od 2013.

## Życiorys
Święcenia kapłańskie otrzymał 16 kwietnia 1983 i został inkardynowany do diecezji Osimo i Cingoli (w latach 1985-1986 Osimo). Po święceniach został wicerektorem seminarium w Osimo. W 1985 objął funkcję wikariusza parafii św. Marka w rodzinnym mieście. W 1986, w wyniku włączenia terytorium diecezji do archidiecezji Ancona (ze zmianą nazwy na Ancona-Osimo), został prezbiterem tejże archidiecezji. W latach 1988–1991 był pracownikiem sekretariatu generalnego Konferencji Episkopatu Włoch, zaś w latach 1991-1998 był dyrektorem wydziału kurii archidiecezji Ancona-Osimo ds. duszpasterstwa rodzin. W 1998 ponownie rozpoczął pracę przy włoskiej Konferencji Episkopatu, tym razem w charakterze dyrektora wydziału ds. komunikacji społecznej.
22 lutego 2007 papież Benedykt XVI mianował go ordynariuszem diecezji Macerata-Tolentino-Recanati-Cingoli-Treia. Sakry biskupiej udzielił mu 31 marca 2007 kard. Camillo Ruini.
26 lutego 2013 został mianowany asystentem kościelnym Katolickiego Uniwersytetu Najświętszego Serca w Mediolanie.